# Torneo di Wimbledon 2015 - Qualificazioni doppio maschile
Le qualificazioni del doppio  maschile del Torneo di Wimbledon 2015 sono state un torneo di tennis preliminare per accedere alla fase finale della manifestazione. I vincitori dell'ultimo turno sono entrati di diritto nel tabellone principale. In caso di ritiro di uno o più giocatori aventi diritto a questi sono subentrati i lucky loser, ossia i giocatori che hanno perso nell'ultimo turno ma che avevano una classifica più alta rispetto agli altri partecipanti che avevano comunque perso nel turno finale.

## Teste di serie
1. Marcus Daniell /  Marcelo Demoliner (ultimo turno, Lucky loser)
2. Johan Brunström /  Frank Moser (primo turno)
3. Mateusz Kowalczyk /  Igor Zelenay (qualificati)
4. Martin Emmrich /  Andreas Siljeström (primo turno)

1. Sergey Betov /  Alexander Bury (qualificati)
2. Gero Kretschmer /  Alexander Satschko (ultimo turno, Lucky loser)
3. Jonathan Erlich /  Philipp Petzschner (qualificati)
4. Fabrice Martin /  Purav Raja (qualificati)

## Qualificati
1. Sergey Betov /  Alexander Bury
2. Jonathan Erlich /  Philipp Petzschner

1. Mateusz Kowalczyk /  Igor Zelenay
2. Fabrice Martin /  Purav Raja

## Lucky loser
1. Marcus Daniell /  Marcelo Demoliner

1. Gero Kretschmer /  Alexander Satschko

## Tabellone qualificazioni

### Legenda
| - Q = Qualificato - WC = Wild card - LL = Lucky loser | - ALT = Alternate - SE = Special Exempt - PR = Protected Ranking | - w/o = Walkover - r = Ritirato - d = Squalificato |

### Sezione 1
|  | Primo turno | Primo turno                            | Primo turno                            | Primo turno | Primo turno |  |  | Ultimo turno | Ultimo turno                     | Ultimo turno                     | Ultimo turno | Ultimo turno |  |
|  |             |                                        |                                        |             |             |  |  |              |                                  |                                  |              |              |  |
|  | 1           | Marcus Daniell Marcelo Demoliner       | Marcus Daniell Marcelo Demoliner       | 6           | 6           |  |  |              |                                  |                                  |              |              |  |
|  |             | Ričardas Berankis James Cerretani      | Ričardas Berankis James Cerretani      | 4           | 1           |  |  | 1            | Marcus Daniell Marcelo Demoliner | Marcus Daniell Marcelo Demoliner | 4            | 63           |  |
|  |             | Andrés Molteni Hans Podlipnik-Castillo | Andrés Molteni Hans Podlipnik-Castillo | 62          | 67          |  |  | 5            | Sergey Betov Alexander Bury      | Sergey Betov Alexander Bury      | 6            | 7            |  |
|  | 5           | Sergey Betov Alexander Bury            | Sergey Betov Alexander Bury            | 7           | 7           |  |  |              |                                  |                                  |              |              |  |

### Sezione 2
|  | Primo turno | Primo turno                        | Primo turno                        | Primo turno | Primo turno |  |  | Ultimo turno | Ultimo turno                       | Ultimo turno                       | Ultimo turno | Ultimo turno |  |
|  |             |                                    |                                    |             |             |  |  |              |                                    |                                    |              |              |  |
|  | 2           | Johan Brunström Frank Moser        | 6                                  | 62          | 11          |  |  |              |                                    |                                    |              |              |  |
|  | WC          | Sean Thornley Darren Walsh         | 4                                  | 7           | 13          |  |  | WC           | Sean Thornley Darren Walsh         | Sean Thornley Darren Walsh         | 3            | 3            |  |
|  |             | Wesley Koolhof Matwé Middelkoop    | Wesley Koolhof Matwé Middelkoop    | 3           | 63          |  |  | 7            | Jonathan Erlich Philipp Petzschner | Jonathan Erlich Philipp Petzschner | 6            | 6            |  |
|  | 7           | Jonathan Erlich Philipp Petzschner | Jonathan Erlich Philipp Petzschner | 6           | 7           |  |  |              |                                    |                                    |              |              |  |

### Sezione 3
|  | Primo turno | Primo turno                        | Primo turno                        | Primo turno | Primo turno |  |  | Ultimo turno | Ultimo turno                       | Ultimo turno                       | Ultimo turno | Ultimo turno |  |
|  |             |                                    |                                    |             |             |  |  |              |                                    |                                    |              |              |  |
|  | 3           | Mateusz Kowalczyk Igor Zelenay     | Mateusz Kowalczyk Igor Zelenay     | 7           | 7           |  |  |              |                                    |                                    |              |              |  |
|  | WC          | Brydan Klein David Rice            | Brydan Klein David Rice            | 5           | 67          |  |  | 3            | Mateusz Kowalczyk Igor Zelenay     | Mateusz Kowalczyk Igor Zelenay     | 6            | 6            |  |
|  |             | Matthias Bachinger Dominik Meffert | Matthias Bachinger Dominik Meffert | 2           | 4           |  |  | 6            | Gero Kretschmer Alexander Satschko | Gero Kretschmer Alexander Satschko | 4            | 4            |  |
|  | 6           | Gero Kretschmer Alexander Satschko | Gero Kretschmer Alexander Satschko | 6           | 6           |  |  |              |                                    |                                    |              |              |  |

### Sezione 4
|  | Primo turno | Primo turno                            | Primo turno                            | Primo turno | Primo turno |  |  | Ultimo turno | Ultimo turno                           | Ultimo turno | Ultimo turno | Ultimo turno |  |
|  |             |                                        |                                        |             |             |  |  |              |                                        |              |              |              |  |
|  | 4           | Martin Emmrich Andreas Siljeström      | Martin Emmrich Andreas Siljeström      | 4           | 4           |  |  |              |                                        |              |              |              |  |
|  |             | Miguel Ángel Reyes Varela Divij Sharan | Miguel Ángel Reyes Varela Divij Sharan | 6           | 6           |  |  |              | Miguel Ángel Reyes Varela Divij Sharan | 6            | 3            | 4            |  |
|  |             | Alessandro Motti Stéphane Robert       | Alessandro Motti Stéphane Robert       | 3           | 2           |  |  | 8            | Fabrice Martin Purav Raja              | 3            | 6            | 6            |  |
|  | 8           | Fabrice Martin Purav Raja              | Fabrice Martin Purav Raja              | 6           | 6           |  |  |              |                                        |              |              |              |  |